# 矢越駅
矢越駅（やごしえき）は、岩手県一関市室根町矢越にある、東日本旅客鉄道（JR東日本）大船渡線の駅である。

## 歴史
- 1928年（昭和3年）9月2日：国鉄大船渡線の駅として開業[3]。
- 1962年（昭和37年）3月1日：貨物の取り扱いを廃止[3]。
- 1965年（昭和40年）4月：非管理駅となり、折壁駅の管理下となる[4]。
- 1983年（昭和58年）3月10日：荷物の扱いを廃止[5]。駅員無配置駅となり[6]、簡易委託化[7]。
- 1987年（昭和62年）4月1日：国鉄分割民営化により、JR東日本の駅となる[3]。
- 2003年（平成15年）4月1日：委託廃止、無人化[7]。
- 2005年（平成17年）3月：駅舎改築[2]。
- 2024年（令和6年）10月1日：えきねっとQチケのサービスを開始[1][8]。

## 駅構造
築堤上に単式ホーム1面1線を有する地上駅である。気仙沼駅管理の無人駅である。

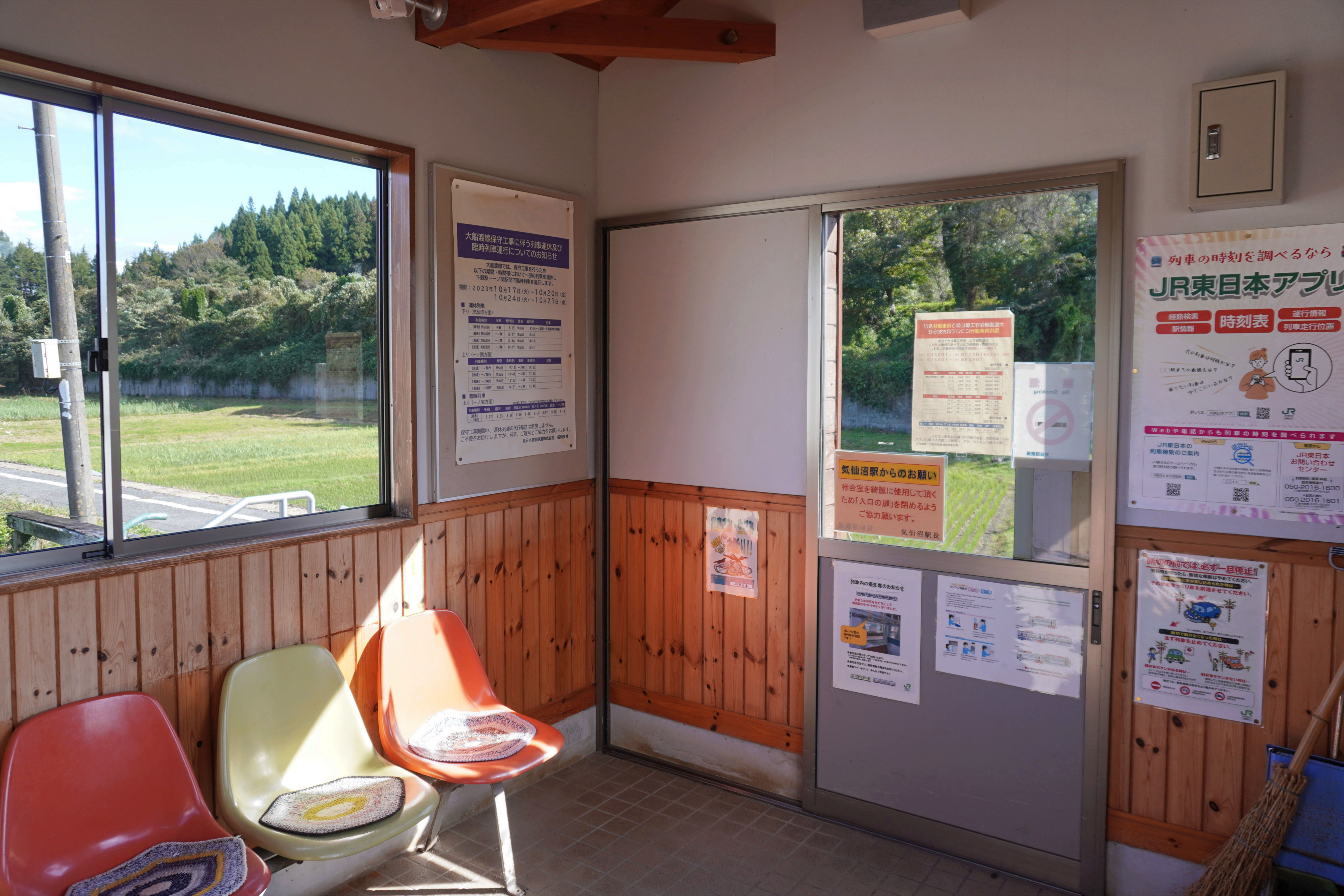
待合室（2023年10月）
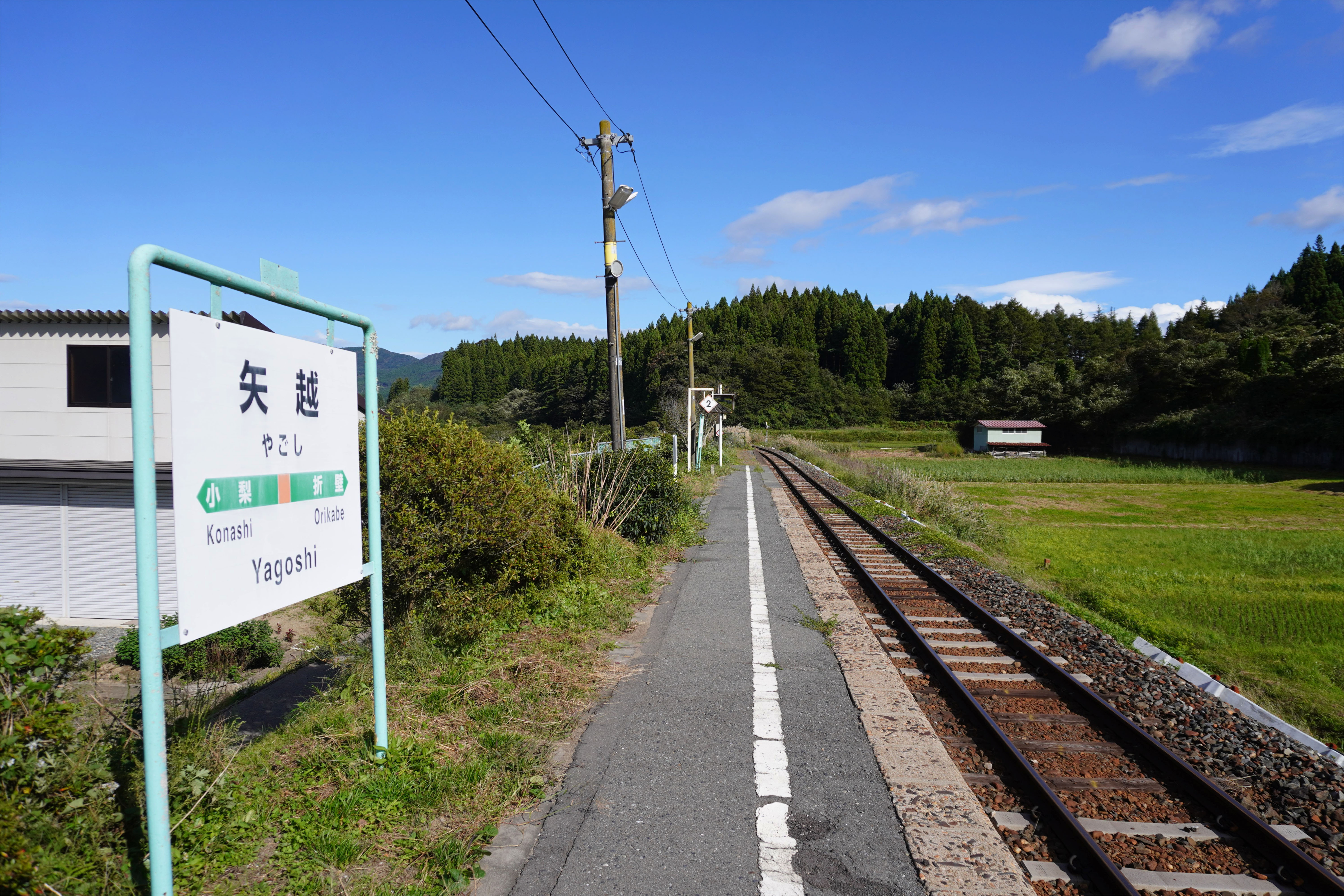
ホーム（2023年10月）

## 利用状況
1987年度（昭和62年度）、1998年度（平成10年度）、2000年度（平成12年度）- 2002年度（平成14年度）の1日平均乗車人員の推移は以下のとおりであった。
| 乗車人員推移       | 乗車人員推移     | 乗車人員推移 |
| 年度               | 1日平均 乗車人員 | 出典         |
| ------------------ | ---------------- | ------------ |
| 1987年（昭和62年） | 111              | [ 9 ]        |
| 1998年（平成10年） | 88               | [ 9 ]        |
| 2000年（平成12年） | 76               | [ 10 ]       |
| 2001年（平成13年） | 75               | [ 11 ]       |
| 2002年（平成14年） | 59               | [ 12 ]       |

## 駅周辺
- 岩手県道107号矢越停車場線
- 国道284号
- 岩手県道18号本吉室根線
- いわて平泉農業協同組合室根支店
- 一関市立室根小学校
- 一関市立室根中学校

## 隣の駅
東日本旅客鉄道（JR東日本）
■大船渡線
小梨駅 - 矢越駅 - 折壁駅